# 蔡淑逵
蔡淑逵（1555年—？），字子正，號雲衢，直隸廬州府合肥縣人，匠籍，明朝政治人物。

## 生平
萬曆十年（1582年）壬午科應天鄉試第六十六名舉人，十四年（1586年）中式丙戌科會試第三百十一名，三甲第六十一名進士。大理寺觀政，授浙江上虞縣知縣。十九年（1591年）二月與原廣西副使金柱互相攻訐，降二級調用。

## 家族
曾祖蔡禋；祖父蔡廷珤；父蔡恕，生員。母方氏。永感下。弟蔡淑度、蔡淑大、蔡淑向、蔡淑達、蔡淑時。